# Lothar Lindenau
Lothar Lindenau (* 1942) ist ein deutscher Rechtsanwalt.

## Werdegang
Lindenau studierte Rechtswissenschaft in Berlin und Bonn und absolvierte das Referendariat in Bonn. Seit 1971 ist er als Rechtsanwalt zugelassen und Gründer der Kanzlei Lindenau, Prior & Partner in Düsseldorf. Der Fachliche Schwerpunkt seiner Arbeit liegt im Bank- und Kapitalmarktrecht, im Immobilien- und im Erbrecht.
Daneben ist Lindenau in zahlreichen berufsständischen Gremien aktiv. 1979 wurde er Mitglied des Vorstands und 1987 Mitglied des Präsidiums der Rechtsanwaltskammer Düsseldorf. Seit 1999 gehört er der Satzungsversammlung der Bundesrechtsanwaltskammer an. Maßgeblich beteiligte er sich 1984 am Aufbau des berufsständischen Versorgungswerks der Rechtsanwälte in Nordrhein-Westfalen, das inzwischen fast 37.000 Mitglieder zählt. Dort wurde er 1994 in den Vorstand und 1997 zum Präsidenten gewählt. 2005 unterstützte er den Aufbau des Versorgungswerk der Rechtsanwälte in Sachsen-Anhalt.
Seit 1996 ist er Mitglied und seit 2004 stellvertretender Sprecher des Europaausschusses der Arbeitsgemeinschaft berufsständischer Versorgungseinrichtungen e. V. (ABV). Entscheidende Impulse gab er 2008 bei der Gründung der europäischen Dachorganisation der Versorgungseinrichtungen der freien Berufe in der Europäischen Union (EURELPRO).
Seit 2003 ist er juristischer Berater des Zentralrats der Juden in Deutschland, seit 2001 Berater der Bundesärztekammer und seit Mitte der 1980er Jahre Berater der Aktionsgemeinschaft Düsseldorfer Heimat- und Bürgervereine.

## Ehrungen
- 1999: Verdienstkreuz am Bande der Bundesrepublik Deutschland
für sein ehrenamtliches berufsständisches Engagement
- 2011: Verdienstkreuz 1. Klasse der Bundesrepublik Deutschland
für sein Lebenswerk